# 秋夕 (朝鮮半島)

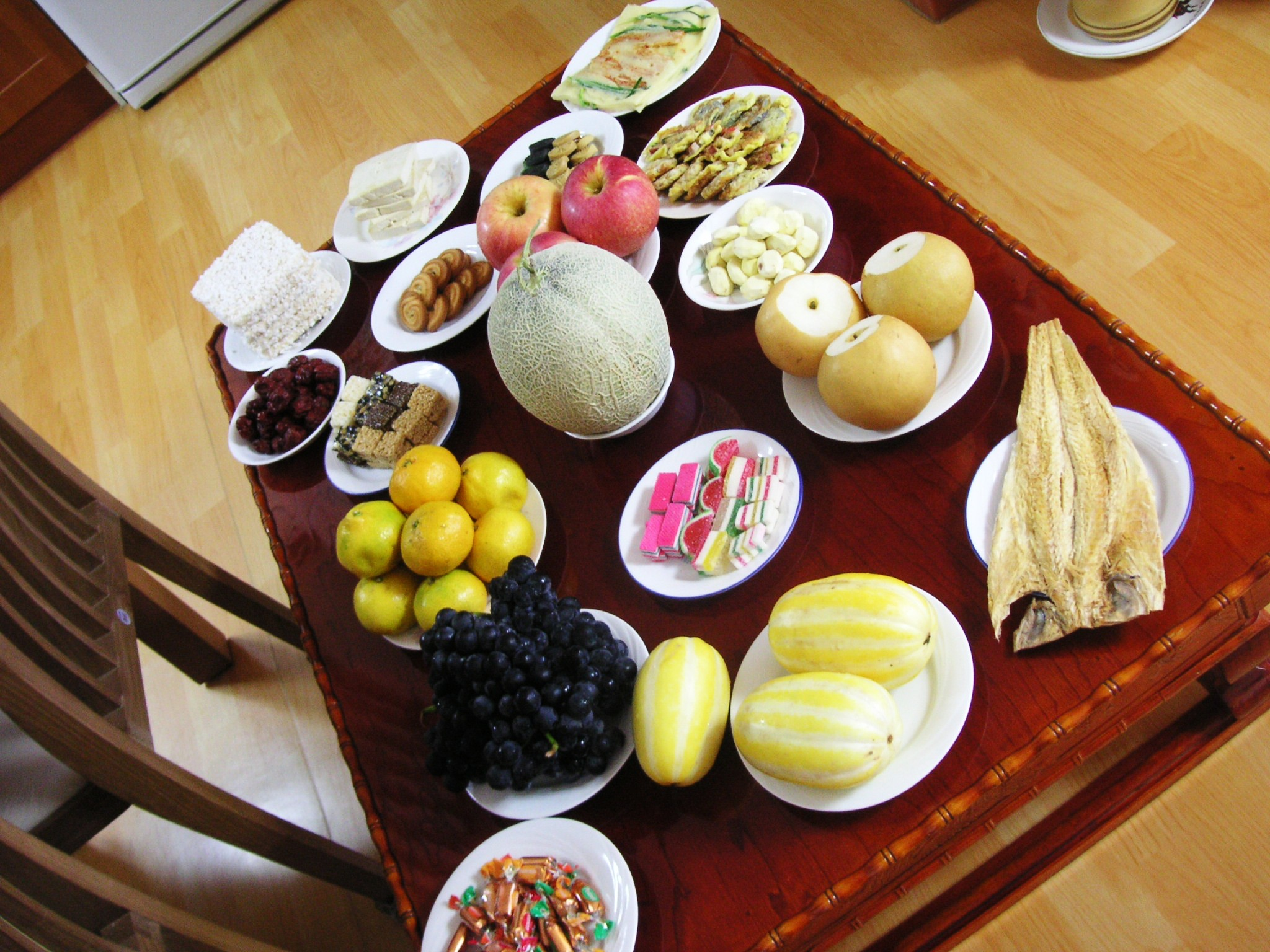
韓國秋夕食品

秋夕（：／），即韓國的中秋節，又稱仲秋節（：／）、嘉俳日（：／），固有詞為，是朝鮮半島主要傳統節日之一。與東亞其他地區的中秋節一樣定於農曆8月15日，但是3天連假（農曆8月14至16日），也被稱為“韓國感恩節”。

## 起源
朝鮮半島過秋夕始於三國時代的新羅，結合了中國唐朝的中秋節慶祝秋收和賞月習俗及本土文化而成，除了原有慶祝秋收的意義外，還加上慶祝戰勝渤海國的意義。

## 習俗
這天是一家團圓的日子，也是掃墓並用新收穫的穀物和果實祭祀先祖的日子。回鄉探親，向親朋戚友送禮亦是過中秋節的習俗。所以英文亦把朝鮮半島的中秋節叫做「韓國感恩節」（Korean Thanksgiving Day）。應節食物則有松片、梨熟等。
人們會在這天摔跤、射箭等，以及跳一種叫强羌水越来的傳統舞蹈。